# Cserey Elek (lapszerkesztő)
Nagyajtai Cserey Elek  (1767. szeptember 19. – Kolozsvár, 1795. február 21.) allevéltáros, lapszerkesztő.
Szerkesztette Nagyszebenben 1790-ben Fábián Dániellel az Erdélyi Magyar Hírvivő című vegyes tartalmú hetilapot, mely azonban még azon évben megszűnt. Levelét kedveséhez 1791. január 21. Borbély Sámuel közölte a Szilágy című lapban (1877. 1. szám).